# Sarmatia macarialis
Sarmatia macarialis là một loài bướm đêm trong họ Erebidae.